# Unțeni (gmina)
Unțeni – gmina w Rumunii, w okręgu Botoszany. Obejmuje miejscowości Burla, Burlești, Mânăstireni, Soroceni, Unțeni, Valea Grajdului i Vultureni. W 2011 roku liczyła 2771 mieszkańców.